# Tulostoma opacum
La especie Tulostoma opacum es un hongo pertenece a la familia Agaricaceae. El origen etimológico del de la palabra Tulostoma viene del gr. týlos que significa joroba, callo, dureza, clavija; y de stóma que significa boca, poro, por la forma en que se efectúa la dehiscencia, mediante un poro apical con frecuencia umbonado.

## Descripción
La especie Tulostoma opacum tiene un saco esporífero globoso a subgloboso, de 16 mm de diámetro. Exoperidio membranoso, formado por una capa delgada de color blanco hacia el interior, continua, rodeada por una capa arcillosa u oscura, castaño-morena a arcilloso, caduca salvo la base. Endoperidio liso, casi blanco, agamuzado. Peristoma fimbriado, relativamente grande. Cuello conspicuo, poco separado, con membrana desigualmente dentada. Estípite leñoso, blanquecino cuando se descorteza, de 40 x 5 mm, terminando en bulbillo pequeño miceliano, descortezándose en forma subestriada. Esporas globosas, castañas, fuertemente reticuladas, formando mallas que tienen nodos, espinas o elementos digitiformes que miden 1.5-3.5 μm de largo, formando el conjunto como un halo hialino alrededor de la espora; 5,7-7,2 x 5,2-6,1 μm sin la ornamentación.

## Distribución
Esta especie se ha citado de Estados Unidos en Nuevo México y en México en el estado de Nuevo León y Veracruz.

## Hábitat
Se puede encontrar en tierra arenosa o arena, en lugares semidesérticos con vegetación xerófila.

## Estado de conservación
Esta especie no está categorizada en la Norma Oficial Mexicana 059.